# Arkivet för UFO-forskning
Archives for the Unexplained (AFU) är en ideell stiftelse som även förvaltar riksorganisationen UFO-Sveriges arkiv och bibliotek. Arkivet har sitt säte i Norrköping och är världens största arkiv och bibliotek inom ämnena UFO, forteana, kryptozoologi och paranormala fenomen. Samlingarna omfattar böcker, tidskrifter, pressklipp, foton, filmer, bandinspelningar med mera. AFU har också ett mycket stort rapportarkiv med UFO-rapporter samt omfattande förenings- och personhistoriska samlingar.

## Historik
Arkivet för UFO-forskning grundades i Södertälje 1973 (under namnet Arbetsgruppen för ufologi) av Håkan Blomqvist, Kjell Jonsson och Anders Liljegren. Syftet var att lägga en grund för seriös UFO-forskning genom att bygga upp ett specialiserat forskningsbibliotek för UFO-litteratur. 1980 ombildades AFU till en ideell stiftelse och arkivet flyttades till en lokal i Norrköping. Genom ett särskilt avtal är AFU sedan 1986 anslutet till riksorganisationen UFO-Sverige. Verksamheten drivs helt på ideell basis genom bidrag från privata sponsorer. AFU har i dag åtta lokaler i Norrköping och en fast anställd personal. Ordförande i stiftelsen är Clas Svahn. 2013 bytte arkivet namn till Archives for the Unexplained.

## Ändamål
I AFU:s stadgar sägs att stiftelsen skall:
- förvalta och utveckla ett svenskt arkiv och bibliotek för litteratur etc om begreppet oidentifierade flygande föremål 
- stödja, främja och bedriva forskning för att vinna ökad kunskap om UFO 
- bedriva informationsverksamhet och stimulera en kritisk, vetenskaplig diskussion om UFO 
- fungera som Riksorganisationen UFO-Sveriges arkiv och bibliotek 

## Rapportarkiv
AFU förvarar merparten av de UFO-rapporter som kommit in till och dokumenterats av privata och militära utredare i Sverige. Arkivet förvaltar UFO-Sveriges rapportarkiv som kontinuerligt tillförs material från organisationens rapportcentral och fältundersökare.   Rapportarkivet omfattar cirka 20 000 svenska observationer. I rapportarkivet ingår kopior av alla öppet tillgängliga UFO-utredningar som sedan 1946 gjorts av det svenska försvaret (cirka 2 000 fall). Genom donationer har arkivet även erhållit omfattande rapportarkiv från Norge, Danmark med flera länder.

## Bibliotek
Boksamlingen omfattar cirka 20 000 titlar. Förutom UFO innehåller samlingen litteratur i angränsande ämnen som forteana, kryptozoologi, folktro, myter, religionspsykologi, mystik, parapsykologi, paranormala fenomen, astronomi, militärhistoria, underrättelseväsen, flyghistoria med mera. Varje bok ämneskodas enligt ett eget klassifikationssystem – Ufocode. Merparten av böckerna är författade på främmande språk, i första hand engelska, tyska, franska och spanska.

## Tidskriftsarkiv
Tidskrifter från hela världen, inom arkivets ämnesområden, sparas fortlöpande. I arkivet finns i dag[när?] drygt 30 000 häften. Samlingen omfattar alla slags regelbundet utkommande skrifter från religiöst kultbetonade nyhetsblad till skriftserier med vetenskapliga ambitioner. Merparten av tidskrifterna beskriver rapporterade UFO-fall och UFO-debatt i olika delar av världen. 

## Förenings- och personhistoriska arkiv
Genom donationer har AFU mottagit samlingar från privatpersoner och föreningar som under tidigare decennier engagerats av UFO-frågan och närliggande ämnen. Samlingarna omfattar fallutredningar, korrespondens, personliga anteckningar, böcker och tidskrifter. AFU förvarar även ett stort material från UFO-Sveriges verksamhet (korrespondens, rapporter, lokala tidskrifter, protokoll och artiklar) och de mer än 100 lokala UFO-grupper som varit, eller är, anslutna till riksorganisationen.